# العلاقات التشيكية الإثيوبية
العلاقات التشيكية الإثيوبية هي العلاقات الثنائية التي تجمع بين التشيك وإثيوبيا.

## مقارنة بين البلدين
هذه مقارنة عامة ومرجعية للدولتين:
| وجه المقارنة                                              | التشيك                                                                            | إثيوبيا                        |
| --------------------------------------------------------- | --------------------------------------------------------------------------------- | ------------------------------ |
| المساحة (كم2)                                             | 78.87 ألف                                                                         | 1.10 مليون                     |
| عدد السكان (نسمة)                                         | 10.52 مليون                                                                       | 104.96 مليون                   |
| الكثافة السكانية (ن./كم²)                                 | 133.38                                                                            | 95.42                          |
| العاصمة                                                   | براغ                                                                              | أديس أبابا                     |
| اللغة الرسمية                                             | اللغة التشيكية                                                                    | اللغة الأمهرية                 |
| العملة                                                    | كرونة تشيكية، كرونة تشيكوسلوفاكية                                                 | بير إثيوبي                     |
| الناتج المحلي الإجمالي (بليون دولار)                      | 215.73 مليار                                                                      | 80.56 مليار                    |
| الناتج المحلي الإجمالي (تعادل القوة الشرائية) بليون دولار | 356.15 مليار                                                                      | 161.90 مليار                   |
| الناتج المحلي الإجمالي الاسمي للفرد دولار أمريكي          | 17.55 ألف                                                                         | 619                            |
| الناتج المحلي الإجمالي للفرد دولار أمريكي                 | 31.19 ألف                                                                         | 1.50 ألف                       |
| مؤشر التنمية البشرية                                      | 0.878                                                                             | 0.442                          |
| رمز المكالمات الدولي                                      | +420                                                                              | +251                           |
| رمز الإنترنت                                              | .cz                                                                               | .et                            |
| المنطقة الزمنية                                           | ت ع م+01:00، ت ع م+02:00، توقيت وسط أوروبا، توقيت وسط أوروبا الصيفي، أوروبا/براغ ‏ | ت ع م+03:00، توقيت شرق أفريقيا |

## منظمات دولية مشتركة
يشترك البلدان في عضوية مجموعة من المنظمات الدولية، منها:
| علم المنظمة | اسم المنظمة                        | تاريخ انضمام التشيك | تاريخ انضمام إثيوبيا |
| ----------- | ---------------------------------- | ------------------- | -------------------- |
|             | الاتحاد البريدي العالمي            | ?                   | ?                    |
|             | مؤسسة التنمية الدولية              | 1993                | 11 أبريل 1961        |
|             | منظمة حظر الأسلحة الكيميائية       | ?                   | ?                    |
|             | الأمم المتحدة                      | 19 يناير 1993       | 13 نوفمبر 1945       |
|             | وكالة ضمان الاستثمار متعدد الأطراف | 1993                | 13 أغسطس 1991        |
|             | منظمة الشرطة الجنائية الدولية      | ?                   | ?                    |
|             | مؤسسة التمويل الدولية              | 1993                | 20 يوليو 1956        |
|             | البنك الدولي للإنشاء والتعمير      | 1993                | 27 ديسمبر 1945       |
|             | الاتحاد الدولي للاتصالات           | 1993                | 20 فبراير 1932       |
|             | الفريق المعني برصد الأرض           | ?                   | ?                    |
|             | يونسكو                             | 22 فبراير 1993      | 1 يوليو 1955         |

## أعلام
هذه قائمة لبعض الشخصيات التي تربطها علاقات بالبلدين:
- تيودور غيبري سيلاسي (لاعب كرة قدم تشيكي، 24 ديسمبر 1986[18] – )

## وصلات خارجية
- موقع وزارة الخارجية التشيكية
- موقع وزارة الخارجية الإثيوبية